# Виборчий ценз
Ви́борчий ценз (лат. census від лат. censeo — «роблю перепис», «опис») — встановлені в конституції або законах умови, що обмежують коло осіб, які мають право брати участь у виборах. Існують такі види виборчих цензів: громадянства, віковий, дієздатности, осілости, мовний, судимости, освітній, гендерний, службовий, здоров'я, національности, майновий, моральний, расовий, революційний, релігійний, родинний.

## Сутність
Виборчі цензи — сукупність умов, відповідність яким становить підставу для допуску громадян до участі у виборах.
Види виборчих цензів: необхідність володіти встановленим мінімумом власності (майновий ценз), вимога певного мінімального рівня писемності або освіченості (ценз писемності та освітній ценз), вимога певний час проживати у цій країні чи навіть у цій місцевості (ценз осілості), певний визначений строк мати громадянство цієї країни (ценз громадянства).
Розрізняють виборчі цензи права обирати і права бути обраним. Так, особа, яка бажає бути обраною, зазвичай повинна відповідати більш жорстким умовам, ніж та, що голосує.

## Практичні застосування

### Бельгія
У Бельгії податок на майно застосовувався з моменту проголошення незалежності (1830) до 1893 року. Спочатку податок на майно змінювався залежно від регіону: у містах він був вищим, ніж у сільській місцевості. У 1848 він був знижений для всієї країни до 42,20 франка (мінімум, передбачений Конституцією). У 1893 її замінила плюральна система голосування, яка давала, серед іншого, один (до законодавчих) або два (до муніципальних) додаткових голосів, залежно від рівня сплати податку. Загальне виборче право було введено в 1919-му для чоловіків і в 1948 році для жінок.

### Франція
У Франції виборних посадових осіб третього стану обирали глави сімей, які були старшими за 25 років і сплачували податки; Конституція 1791 зберігає це цензове виборче право (на два ступені, отже, непряме виборче право). Конституція I року, яку ніколи не застосовували, є першою, яка передбачає право голосу без цензу. Членів Ради п'ятисот обирали шляхом голосування, вони повинні були бути старшими 30 років і проживати на території країни не менше 10-ти років. Реставрація та Липнева монархія зберегли цю систему голосування на основі майна між 1815 і 1848 роками: з 1814 по 1830 рік податок на майно встановлювали на рівні 300 франків для виборців і 1000 франків для того, щоб бути обраним. 19 квітня 1831 року він знижений до 200 франків для виборців і 500 франків для того, щоб бути обраним: у 1847 було 246 000 виборців.
У 1848 року, під час Другої республіки, майновий виборчий ценз був замінений загальним виборчим правом для чоловіків. Під час виборів Конституційної асамблеї 1848, які були першими, проведеними за загальним виборчим правом для чоловіків, жодне визнання віри не закликало до відновлення майнового виборчого цензу. Тим не менш, це загальне виборче право обмежується законом від 31 травня 1850 (який встановлює мінімальний трирічний термін проживання, що виключає бідних) до його скасування Луї-Наполеоном Бонапартом.

### Італія
Виборче право в Королівстві Італія в 1870 поступово стало загальним близько 1913 з еволюцією Альбертинського Статуту.

### Пруссія
У прусському ландтазі складна виборча система поділяла населення за рівнем оподаткування зі зважуванням голосів. Прийнята в 1849 вона отримала назву «трикласової системи». За цією системою кілька найзаможніших виборців обирають стільки ж депутатів, скільки маса найбідніших виборців.